# Samurai Shodown: Warriors Rage
Samurai Shodown: Warriors Rage, conocido como New Chapter of Samurai Spirits, Strange Tale of the Swordsman: Revival of the Blue and Red Blade (～サムライスピリッツ新章～剣客異聞録 甦りし蒼紅の刃 ~Samurai Supirittsu Shinshō~ Kenkaku Ibunroku: Yomigaerishi Sōkō no Yaiba?) en Japón, es el séptimo juego de SNK de la serie Samurai Shodown de videojuegos de lucha, y el tercer juego en 3D. Fue diseñado para la consola Sony PlayStation original.

## Jugabilidad
El primer cambio a los juegos anteriores fue la lista de personajes mejorada, que presentaba todos los nuevos personajes jugables con dos excepciones: Haohmaru y Hanzo Hattori, aunque Hattori no es en realidad el mismo hombre que en las versiones anteriores del juego. En versiones anteriores, Hattori era el hijo de Hanzo, Shinzo, quien asumió su nombre. Nicotine, Gaira, Nakoruru y Rimururu -personajes del juego anterior- no solo juegan un papel en la historia, sino que también se presentan como opciones jugables.
Aunque el juego todavía presentaba 3D, SNK buscó disminuir aún más el papel de la tercera dimensión, sin movimiento a lo largo del eje Z más allá de una esquiva básica. Dos botones controlan cortes débiles y fuertes, un tercero controla el ataque de patada y el cuarto se usa para esquivar.
El juego presenta un nuevo sistema barra de vida, que se subdivide en tres secciones. La primera "ronda" de la pelea dura hasta que una persona se vació de las tres secciones, después de lo cual una sección de la barra desaparecería y las dos restantes se volverían a llenar. Una vez que esos dos fueran drenados, la segunda sección se dejaría caer y la última se volvería a llenar. Esto fue puntuado por una pausa en la acción, durante la cual el otro jugador pasaba por una animación de burla. El partido finalmente terminó cuando un jugador había sido drenado de esta última sección de la vida.

## Trama
Teniendo lugar 20 años después de los eventos de los juegos originales, Samurai Shodown: Warriors Rage hace que el jugador asuma el papel de un guerrero a sueldo que debe detener a una pandilla malvada. y rescatar a Rimururu.

## Personajes
Personajes que regresan:
- Haohmaru
- Hanzo Hattori
- Nakoruru (como un Koro-pok-guru no jugable)
- Rimururu (no jugable)

Nuevos personajes:
- Seishiro Kuki: protagonista a quien el gobierno le ordenó detener a su hermano, Tohma. Empuña una katana azul.
- Jin-Emon Hanafusa: socio de Seishiro que también ha sido enviado por el gobierno para capturar a Jushiro. Empuña un jumonji-yari.
- Jushiro Sakaki: el líder del grupo antigubernamental "Atom Rebels". Empuña una katana con un arma oculta en su empuñadura.
- Rinka Yoshino: miembro de los "Atom Rebels" que quiere restaurar su apellido. Empuña una nodachi.
- Saya: el último miembro de los "Atom Rebels" que quiere vengar la muerte de su familia. Empuña un par de hoces.
- Haito Kanakura: un guardaespaldas independiente de Ritenkyo que lucha para obtener su libertad. Empuña un bastón de espada desenvainado en empuñadura de picahielo.
- Yaci Izanagi: un hombre de Ritenkyo que lucha para rescatar a su amante, Namino. Empuña una hoja de sierra.
- Garyo the Whirlwind: un líder de bandidos que quiere vengarse de sus camaradas y también quiere la mano de Mikoto en matrimonio. Empuña una espada corta que permanece oculta en su vaina para usarla como garrote.
- Ran Po: un joven huérfano que busca a su hermana menor, Minto. Empuña un martillo gigante.
- Mikoto: la hija de Asura que se pone del lado de Oboro. Ella lucha porque quiere ser su propia mujer. Empuña un nagayari.
- Tohma Kuki: hermano adoptivo de Seishiro que quiere la espada de su hermano para tener más poder. Empuña una katana naranja.
- Oboro: el jefe final del juego. Es el líder de las "Tres espadas de la dominación". Empuña una espada azul o una lanza roja por arte de magia.
- Tashon Mao: un guerrero chino que "protege" a Nakoruru de los extraños. Empuña un guantelete gigante con una garra.
- Daruma: un espadachín veterano errante que quiere detener a Oboro. Empuña un bastón con una espada escondida en él.
- Minto: una joven que quiere encontrar a su amigo, Mario. Empuña un martillo con forma de pata de gato.
- Mugenji: un asesino en serie que quiere renacer como mariposa. Empuña una nata con púas.
- Yuda: producto de la fusión de ambos Asuras que aparecieron en Samurai Shodown 64: Warriors Rage. Empuña una katana roja.
- Samurai: un espadachín común que anhela regresar a su hogar. Empuña un suyori.
- Iga ninjas: guerreros leales bajo el mando de Hanzo. Empuña un ninjato.
- Las amazonas de Oboro: doncellas sirvientas que luchan por Oboro. Empuña un par de espadas ninja.
- Brute: un gruñón rebelde que solo se preocupa por el dinero. Empuña una katana llamada dosu.

## Lanzamiento
SNK le dio al juego un título en inglés muy similar al de su predecesor, Samurai Shodown 64: Warriors Rage. Esto generó una confusión considerable y llevó a muchos a suponer que se trataba de un port del segundo juego para Hyper Neo Geo 64. También se lanzó en cantidades relativamente limitadas fuera de Japón, ya que el mercado de los juegos se estaba preparando para el lanzamiento de la PlayStation 2. Esto significaba que pocas personas habían visto realmente cualquiera de los dos juegos, por lo que el título era lo que conocían. Incluso una comparación superficial entre los dos juegos revela que son dos entidades muy diferentes. Para ayudar a eliminar la confusión, Samurai Shodown: Warriors Rage ahora se conoce con frecuencia en los círculos de habla inglesa como Warriors Rage 2, o SSWR2 para abreviar.

## Recepción
El juego recibió una recepción de mixta a negativa.